# Исаково (Сосновский сельсовет, Вологодский район)
Исаково — деревня в Вологодском районе Вологодской области.
Входит в состав Сосновского сельского поселения, с точки зрения административно-территориального деления — в Сосновский сельсовет.
Расстояние по автодороге до районного центра Вологды — 21,5 км, до центра муниципального образования Сосновки — 2 км. Ближайшие населённые пункты — Молитвино, Голузино, Киндеево, Сосновка.
По переписи 2002 года население — 2 человека.